# Pereküla
Pereküla – wieś w Estonii, w prowincji Parnawa, w gminie Halinga. Około kilometra na wschód od wsi ma swoje źródła rzeka Allika lewy dopływ Kasari.